# Khandud
Khandud (oficialmente Handūd y también escrita Khandūd) es una ciudad de Afganistán y del distrito de su nombre que pertenece a la provincia de Badajshán.
Su población era de 2100 habitantes en 2006, según datos oficiales, y se estima en algo más de 2200 en la actualidad.